# Årbyträsk
Årbyträsk är en sjö i Södertälje kommun i Södermanland och ingår i Norrströms huvudavrinningsområde.